# Anthidium montanum
Anthidium montanum es una especie de abeja del género Anthidium, familia Megachilidae. Fue descrita científicamente por Morawitz en 1865.

## Sinónimos
Los sinónimos de esta especie incluyen:
- Anthidium montanum var flavomaculatum Friese, 1897
- Anthidium (Melanoanthidium) montanum Morawitz, 1865 ["1864"]

## Distribución geográfica
Esta especie habita en el continente europeo (España, Francia, Alemania, Suiza, Austria, Italia, Eslovenia, Eslovaquia, Polonia, el noroeste y el sur de Rusia) y el norte de Asia (excepto China), también en Asia meridional.